# 清水灣巴士總站
清水灣巴士總站（英語：Clear Water Bay Bus Terminus）是一個位於香港西貢區的巴士總站，是一個雙坑的巴士總站，由於位置比較偏遠，行走路線班次較為疏落。

## 歷史
1981年8月15日，隨著九龍巴士91線延長而啟用。

## 總站路線資料（巴士）

### 九龍巴士91、91A線
91
- 清水灣 ↔ 鑽石山站
- 彩虹邨碧海樓 → 清水灣（晨早特別班次）

1948年開辦。70年來，路線編號、終點站、行車路線輾轉地改變，然而服務對象卻不變，仍然為九龍市區往返清水灣道沿線的市民提供服務。現時途經大坳門、孟公屋、大埔仔、香港科技大學、壁屋、井欄樹、牛池灣及鑽石山。
91A
- 鑽石山站→清水灣（上午班次）
清水灣 →彩虹邨紅萼樓（下午班次）

2021年開辦。只限於泳季期間的星期六、日及公眾假期提供服務 上午班次以此站為終點站，下午班次以此站為起點站，清水灣道沿線只沿線只停部分車站及不經香港科技大學。

### 九龍巴士91R線
- 清水灣 →  將軍澳（彩明）

2014年8月24日開辦，途經大坳門、孟公屋往返坑口及將軍澳市中心，本線只於泳季的星期六、日及公眾假期提供服務。

### 九龍巴士91S線
- 清水灣 → 觀塘（創紀之城）

於2016年8月22日開辦，途經大坳門、孟公屋、坑口站、厚德邨、將軍澳隧道及官塘市中心。
- 。只於星期一至五早上繁忙時間提供服務。

## 總站路線資料（專線小巴）

### 新界區專線小巴103線
- 清水灣 ↔ 觀塘碼頭

### 新界區專線小巴103M線
- 將軍澳站 ↔ 清水灣

### 新界區專線小巴16線
- 寶琳 ↔ 布袋澳

## 過往總站路線資料
- 九龍巴士91R線 (第一代)
- 九龍巴士291線
- 九龍巴士291R線
- 新巴797R線

## 車坑分佈
| 車坑分佈（以入口最左邊起計） | 車坑分佈（以入口最左邊起計） | 車坑分佈（以入口最左邊起計） |
| 車坑編號                     | 車坑數目                     | 路線                         |
| ---------------------------- | ---------------------------- | ---------------------------- |
| 1                            | 單坑                         | 九龍巴士91、91A、91R、91S線  |
| 2                            | 雙坑                         | 專線小巴103、103M線          |
| 3                            | 雙坑                         | 專線小巴16線                 |
| 4                            | 三坑                         | 公共小巴站及的士站           |

## 使用狀況
鄰近總站的清水灣第二灘，吸引不少泳客每天早上和夏季假日前來暢泳。另外，泳灘也是觀看天文現象的好地方，每逢出現月圓或流星雨等現象，均有不少市民前來觀賞，也會把巴士總站擠得水洩不通。至於其他時間，使用率則偏低。